# HMS Bleasdale (L50)
Le HMS Bleasdale (pennant number L50) est un destroyer d'escorte de classe Hunt de type III construit pour la Royal Navy pendant la Seconde Guerre mondiale

## Construction
Le Bleasdale est commandé le 19 juillet 1940 dans le cadre du programme d'urgence de la guerre de 1940 pour le chantier naval de Vickers Armstrong de Newcastle-on-Tyne en Angleterre sous le numéro J4283. La pose de la quille est effectuée le 31 octobre 1940, le Bleasdale est lancé le 23 juillet 1941 et mis en service le 16 avril 1942.
Il est parrainé par la communauté civile de Garstang dans le Lancashire pendant la campagne nationale du Warship Week (semaine des navires de guerre) en mars 1942.
Les navires de classe Hunt sont censés répondre au besoin de la Royal Navy d'avoir un grand nombre de petits navires de type destroyer capables à la fois d'escorter des convois et d'opérer avec la flotte. Les Hunt de type III se distinguent des navires précédents type I et II par l'ajout de 2 tubes lance-torpilles au milieu du navire. Pour compenser le poids des tubes lance-torpilles, seuls 2 supports de canons jumeaux de 4 pouces ont été installés, le canon en position "Y" a été retiré, le projecteur étant déplacé vers le pont arrière de l'abri en conséquence. Les Hunt de type III pouvaient être facilement identifiés car ils avaient une cheminée droite avec un sommet incliné et le mât n'avait pas de râteau. Quatorze d'entre eux ont vu leurs ailerons stabilisateurs retirés (ou non installés en premier lieu) et l'espace utilisé pour le mazout supplémentaire.
Le Hunt type III (comme le type II) mesure 80,54 m de longueur entre perpendiculaires et 85,34 m de longueur hors-tout. Le Maître-bau du navire mesure 9,60 m et le tirant d'eau est de 3,51 m. Le déplacement est de 1070 t standard et de 1510 t à pleine charge.
Deux chaudières Admiralty produisant de la vapeur à 2100 kPa et à 327 °C alimentent des turbines à vapeur à engrenages simples Parsons qui entraînent deux arbres d'hélices, générant 19 000 chevaux (14 000 kW) à 380 tr/min. Cela donné une vitesse de 27 nœuds (50 km/h) au navire. 281 t de carburant sont transportés, ce qui donne un rayon d'action nominale de 2 560 milles marins (4 740 km) (bien qu'en service, son rayon d'action tombe à 1 550 milles marins (2 870 km)).
L'armement principal du navire est de quatre canons de 4 pouces QF Mk XVI (102 mm) à double usage (anti-navire et anti-aérien) sur trois supports doubles, avec un support avant et deux arrière. Un armement antiaérien rapproché supplémentaire est fourni par une monture avec des canons quadruple de 2 livres "pom-pom" MK.VII et trois  canons Oerlikon de 20 mm Mk. III montés dans les ailes du pont,. Jusqu'à 110 charges de profondeur pouvaient être transportées, avec deux goulottes de charge en profondeur et quatre lanceurs de charge en profondeur constituent l'armement anti-sous-marin du navire. Le radar de type 291 et de type 285 sont installés, de même qu'une sonar de type 128,. Le navire avait un effectif de 168 officiers et hommes,.

## Histoire

### Seconde guerre mondiale

#### 1942
Le Bleasdale se rend à Portsmouth où il rejoint la 1re Flottille de destroyers en mai, et avec ses navires-jumeaux Albrighton (L12), Berkeley (L17), Brocklesby (L42), Calpe (L71), Fernie (L11), Garth (L20) et le destroyer polonais ORP Ślązak patrouillent et réalisent des opérations d’escorte de convois dans la Manche.
Le 7 juillet, il prend part à des exercices en vue de participer à l’opération Jubilee, le raid de la force commando sur le port de Dieppe, en France. Le 18 juillet, il escorte des navires d’assaut amphibies et, le lendemain, elle est au large de la plage, légèrement endommagé par des tirs ennemis avant de protéger le retour de son embarcation de débarquement,.
Le Bleasdale reprend alors ses fonctions d’escorte de convoi dans la Manche. Le 10 octobre, il heurte des mines au large de la Nab Tower, endommagant ses structures et se retiré à Portsmouth pour y être réparé deux jours plus tard. Une fois les réparations terminées, elle rejoint la flottille et, le 30 novembre, il escorte un convoi à Gibraltar en appui de l’opération Torch, le débarquement allié en Afrique du Nord. , puis le 8 décembre, il retourne dans les eaux intérieures pour ses missions,.

#### 1943
Le Bleasdale reste en patrouille pour la défense de convois dans la Manche et en support du Light Coastal Forces (Forces côtières légères) durant l'année 1943.
Le 7 juillet, le Bleasdale et son navire jumeau Stevenstone (L16) sont envoyés soutenir les torpilleurs, qui ont rencontré un dragueur de mines ennemi au large de Barfleur, en Normandie, en France,,,.

#### 1944
Le Bleasdale est nommé navire amiral de la 1re Flottille de destroyers. En avril 1944, alors qu’il escorte un convoi qui se déplace de Spithead pour participer à l’exercice amphibie dans la baie de Lyme, le destroyer entre en collision avec un bateau de pêche au large de Portland. Il subit de lourds dommages à la structure latérale avant, étant forcé de retourner à Portsmouth pour des réparations. Après avoir terminé ses réparations, il reprend ses fonctions d’escorte de convoi.
En mai, le Bleasdale est nommé pour participer à l'opération Neptune, dans le cadre des opérations navales de l’invasion de la Normandie, et est coordonnée avec la Force J. Le 2 mai, il participe à des exercices avec les Forces G, J, O et S, et des exercices amphibies avec la Force J à Bracklesham Bay dans le Sussex. Le 18 mai, il est de nouveau avec la Force J pour pratiquer sa défense au large de Brighton contre des attaques simulées par des avions, des sous-marins et des torpilleurs,,.
Le 4 juin, le Bleasdale est affecté avec la Force J dans le Solent. Le lendemain, il rejoint la Force J2 avec les navires amphibies, et le destroyer Kempenfelt (R03) et le destroyer norvégien Glaisdale (L44) escortant le convoi J10 vers les plages de Juno Beach. Le 6 juin, il est affecté à la Force de soutien E au large de Juno Beach, faisant des services antiaériens et anti-sous-marins, ainsi que des tirs de soutien à l’invasion, et escortant des transports vides vers Portsmouth. Le lendemain, il escorte le cuirassé Rodney (29), le croiseur léger Sirius (82) et la frégate Riou (K557) jusqu’aux plages de l’invasion, continuant à patrouiller et à appuyer les assauts, et, le 9 juin, escorte le Rodney jusqu’à Milford Haven. Le destroyer se rend à Portsmouth le 11 juin, où il est réparé jusqu’au 15 juin, date à laquelle il retourne dans la zone de combat. Le lendemain, il escorte des torpilleurs dans des opérations de mouillage de mines au large du port du Havre, dans le but de protéger les navires de guerre de la plage d’invasion des attaques des sous-marins ennemis,,.

#### 1945
En janvier, le Bleasdale est affecté pour la défense de convois et des patrouilles au large de la côte Est en étant basé à Sheerness.
En février, il est nommé pour le service extérieur avec la 18e flottille de destroyers à Trincomalee. Il réalise un carénage et des modifications avant le départ à Londres dans un chantier naval commercial.
Après divers essais en mai, le Bleasdale rejoint la méditerranée et effectue des travaux à Malte avec des navires de la Mediterranean Fleet (Flotte Méditerranéenne), sous le ordres du Destroyer Command (Commandement des destroyers).
En août, le Bleasdale se prépare avec la flottille aux débarquements sur les côtes de la Malaisie dans le cadre de l'opération Zipper. L'assaut était planifié avant le jour de la reddition du Japon et a été annulé sur l'insistance des États-Unis.
Le 4 septembre, le Bleasdale navigue vers Trincomalee avec des porte-avions de la Eastern Fleet (Flotte de l’Est) dans le cadre de préparation à l'opération Zipper. Le 6 septembre, il escorte le convoi d’assaut JME1F dans le détroit de Malacca et arrive le 9 septembre dans la zone d’assaut.

### Après-guerre
Le Bleasdale est à Port Swettenham pour la cérémonie de reddition japonaise et revient ensuite avec les navires de la flottille à Trincomalee. Déployé brièvement à Ceylan, le navire visite Madras et Calcutta avant de revenir pour d'être affecté à la réserve à Chatham.
En février 1946, il est avancé pour servir dans la Nore Local Flotilla (flottille locale de Nore) et remis en service. En avril 1947, il participe à la destruction des fortifications allemandes à Heligoland. Le navire resté dans cette flottille jusqu'en 1952, date à laquelle il est désarmé et réduit au statut de réserve à Sheerness. Transféré à Portsmouth en 1953, sa catégorie de réserve est encore réduite et le navire est placé sur la liste des navires à éliminer.
Il est vendu le 12 septembre 1956 à BISCO pour être démoli par Hughes Bolcow à Blyth et arrive en remorque au chantier du démolisseur trois jours plus tard.

### Honneurs de bataille
- ENGLISH CHANNEL 1942-44
- DIEPPE 1942
- NORTH SEA 1943-45
- NORMANDY 1944
- ATLANTIC 1944

### Commandement
- Lieutenant (Lt.) Peter Barthrop North Lewis (RN) de décembre 1941 au 15 février 1943
- Commander (Cdr.) Hugh May Stollery Mundy (RN) du 15 février 1943 à début 1945
- T/Lieutenant (T/Lt.) John Malcolm Liddle (RNVR) de début 1945 à mai 1945
- T/A/Lieutenant Commander (Lt.Cdr.) Thomas Graves Clarke (RNVR) de mai 1945 au 25 janvier 1946